# Przenośnik zgrzebłowo-rurowy
Przenośnik zgrzebłowo-rurowy – urządzenie transportowe w którym przymocowane do cięgna elementy poprzeczne zwane zgarniakami przesuwają się wewnątrz rury, przemieszczając transportowany materiał w określone miejsce. Przenośniki zgrzebłowo-rurowe zaliczają się do przenośników zgrzebłowych, jednak znacznie różnią się od nich pod względem konstrukcyjnym.

## Obszar zastosowania
Do najważniejszych zalet przenośników zgrzebłowo-rurowych należy zaliczyć:
- małe gabaryty poprzeczne i możliwość prawie dowolnego formowania trasy (z licznymi zakrętami, łukami itp.),
- hermetyczność konstrukcji,
- niski pobór energii (w porównaniu z innymi typami przenośników).

Przenośniki zgrzebłowo-rurowe są więc stosowane do bezpylnego odbioru i transportu technologicznego wszelkich pyłów i innych substancji drobnoziarnistych. Poprzez regulację prędkości przenośnika możliwe jest dozowanie transportowanego materiału. Przenośniki te najczęściej są stosowane do transportu pyłu spod lejów np. elektrofiltrów do zbiorczego punktu zwilżania pyłu (skąd jest dalej transportowany innymi przenośnikami np. na hałdę).
Podstawowe parametry przenośników zgrzebłowo-rurowych:
- długość nominalna – jest to połowa całkowitej długości cięgna. Ze względu na siły występujące w cięgnie, rzadko spotyka się przenośniki dłuższe niż 50 m. Z kolei dla długości mniejszych niż 5 m często bardziej opłacalne jest zastosowanie przenośników ślimakowych, które także mogą być hermetyczne.
- długość transportowa – odległość od pierwszego zasypu, do ostatniego wysypu – wzdłuż osi cięgna
- średnica nominalna – nominalna średnica rury transportowej (zazwyczaj 80–250 mm)
- moc – w większości typowych zastosowań waha się w przedziale 0,12–0,55 kW
- wydajność objętościowa – najczęściej nie jest większa od 5 m³/h, ale producenci oferują wydajności do 25 m³/h, a w szczególnych przypadkach (transport lekkich materiałów, o niskim współczynniku tarcia) do 40 m³/h. Większych wydajności się nie stosuje ze względu na problemy konstrukcyjne.

## Budowa
Każdy przenośnik zgrzebłowo-rurowy składa się z: głowicy napędowej, segmentów rurowych, oraz cięgna z zamocowanymi zgarniakami. Przenośniki zgrzebłowo-rurowe często mają także głowice kierunkowe i inne opcjonalne elementy (jak np. mieszalniki które przy okazji mieszają transportowany materiał). Trasa przenośnika (wzdłuż osi cięgna) musi tworzyć krzywą zamkniętą.
Na głowicy napędowej (zwanej też stacją napędową) zamontowany jest motoreduktor, na wyjściu którego znajduje się tzw. gwiazda napędowa, która posiada kształtowe wypustki, umożliwiające ciągnięcie cięgna.
Segmenty rurowe są zazwyczaj stalowymi rurami o przekroju okrągłym. Czasami się jednak spotyka inne kształty (np. prostokątne), lub nadbudowane rury (przenośniki do transportu materiałów o dużej granulacji), wtedy takie przenośniki spotykane są także pod nazwą przenośniki zgrzebłowo-korytowe.
Ze względu na rodzaj cięgna, przenośniki zgrzebłowo-rurowe można podzielić na następujące grupy:
- przenośniki zgrzebłowo-rurowe z cięgnem łańcuchowym – cięgnem jest łańcuch ogniwowy lub kształtowy, na którym zamontowane są zgarniaki,
- przenośniki zgrzebłowo-rurowe z cięgnem linowym – cięgnem jest lina (zazwyczaj stalowa), na której zamontowane są zgarniaki.

Na cięgnie oprócz zgarniaków mogą być zamontowane także inne elementy, takie jak np. skrobaki, czyszczące przenośnik z osadów itp.
Aby cięgno prawidłowo współpracowało z gwiazdą napędową, niezbędny jest jego odpowiedni naciąg. Ów naciąg jest realizowany poprzez którąś z gwiazd (zazwyczaj w głowicy kierunkowej 180°), która jest zamontowana przesuwnie.

## Najważniejsi producenci
Z powodu zastrzeżeń patentowych Europejski rynek przenośników zgrzebłowo-rurowych jest zdominowany przez 2 firmy: niemiecką firmę Schrage (przenośniki z cięgnem łańcuchowym) i polską firmę Ferind (przenośniki z cięgnem linowym).
Ponadto w Stanach Zjednoczonych przenośniki zgrzebłowo-rurowe są produkowane przez firmę Dynamtech Conveyor.